# Asesinato de Heloísa Silva
El 7 de septiembre de 2023, Heloísa dos Santos Silva, de tres años, fue asesinada por un disparo de rifle realizado por un agente de la Policía Federal de Caminos (PRF) en el Arco Metropolitano, en Eropédica, en la Baixada. Fluminense. La persecución se produjo porque el coche adquirido por William y que conducía fue robado, aunque él no lo sabía. El coche fue robado en agosto de 2022 en un robo a mano armada. Según el Ministerio Público Federal, Río de Janeiro fue el estado donde hubo más muertes causadas por el PRF, con 23 casos entre 2017 y 2022. Según la ONG Río de Paz, Heloísa fue la niña número 11 asesinada por disparos en Río de Janeiro en 2023. La cifra fue tres veces mayor que el año anterior.

## Incidente
William Silva condujo un Peugeot 207 con su esposa, sus dos hijas y la tía de las niñas desde Petrópolis hasta Itaguaí, donde pasarían el feriado del Día de la Independencia. donde pasarían por un puesto de la Policía Federal de Caminos (PRF). Uno de los vehículos comenzó a perseguirlo de cerca y William giró la señal para detener el vehículo en el arcén, pero uno de los policías disparó un rifle, alcanzando a Heloísa dos Santos Silva, de tres años.
Uno de los disparos impactó en la espalda, atravesó la columna y dejó fragmentos en la cabeza. El otro se alojó en su hombro. La policía no se acercó al vehículo. El caso ocurrió en el Arco Metropolitano, en Seropédica, en la Baixada Fluminense.
La persecución se produjo porque el coche adquirido por William fue robado, aunque él no estaba al tanto del hecho. El coche fue robado en agosto de 2022 en un robo a mano armada. Los policías involucrados son Fabiano Menacho Ferreira, Matheus Domicioli Soares Viegas Pinheiro y Wesley Santos da Silva.

### Hospitalización y muerte
La policía ayudó a Heloísa y la llevó al Hospital Adão Pereira Nunes, en Duque de Caxias, donde el día 8 fue sometida a una arriesgada cirugía y fue ingresada en la UCI en estado grave. A, 28 agentes del PRF la visitaron en el hospital y registraron el auto familiar. Además, uno de los policías presuntamente intimidó a la familia con un rifle y afirmó que un disparo había alcanzado el vehículo. Uno de los agentes de policía logró entrar encubierto en la UCI y habló con William, lo que provocó una mayor seguridad en el hospital. William afirmó que no se sintió amenazado al hablar con el oficial de policía. El departamento de asuntos internos del PRF anunció la apertura de investigaciones contra los policías. Los agentes manifestaron que acudieron al hospital para brindar apoyo a la familia.
El estado clínico de Heloísa empeoró con el tiempo y el día 14 sufrió un paro cardíaco, falleciendo dos días más tarde. Fue enterrada el día 17 en el Cementerio Municipal de Petrópolis.

## Reacciones
Al día siguiente, el PRF destituyó a los tres policías involucrados y manifestó que simpatizaba con la familia y anunció que el departamento de asuntos internos investigaría el asesinato. Antônio Oliveira, director general del PRF, afirmó que disparar contra un vehículo que huía no era un método aceptado dentro de la corporación. El ministro de Justicia, Flávio Dino, pidió aclaraciones sobre el caso. El presidente Luiz Inácio Lula da Silva afirmó que su muerte era algo "que no puede suceder". El ministro del Supremo Tribunal Federal, Gilmar Mendes, afirmó que el PRF "merece repensar su existencia". Su muerte fue lamentada por el Ayuntamiento de Duque de Caxias, Jorge Messias, fiscal general de la Unión y Renata Souza (PSOL-RJ).

## investigación y desarrollos
La Policía Civil (PC) abrió una investigación y decomisó el rifle calibre 55.6, arma de gran calibre, con el que se realizaron los disparos. La Policía Federal (PF) también abrió una investigación. Fabiano Menacho admitió en declaraciones a la PC que disparó tres veces luego de escuchar sonidos que parecían disparos. Los disparos se produjeron unos diez segundos después de que comenzara la persecución.
El día 15, el Ministerio Público Federal (MPF) solicitó la detención de los agentes. Sin embargo, la solicitud fue denegada por el Tribunal Federal el día 18, estableciendo en su lugar una serie de medidas cautelares, entre ellas el uso de tobilleras electrónicas. retiro de actividades y decomiso de armas, distanciamiento de familiares y comparecencia mensual ante el tribunal, a través del mostrador virtual, para acreditar sus actividades. El MPF también solicitó que se realice un nuevo examen al automóvil, señalando que hubo inconsistencias en el examen realizado por la PC, como la posible presencia de más disparos. El 20 de diciembre los tres policías quedaron imputados, siendo solicitadas nuevamente su detención preventiva ante el Tribunal Regional Federal de la 2ª Región.
El juicio del caso MPF comenzó el 10 de septiembre de 2024 en el Tribunal Federal. Los acusados fueron juzgados por asesinato consumado, cuatro intentos de asesinato y fraude procesal. El abogado fue Eduardo Benones. El 12 de noviembre de 2024, el entonces acusado Matheus Domicioli Soares Viégas Pinheiro fue absuelto, después de que el Tribunal Regional Federal de la 2ª Región entendiera que no existía justa causa para su procesamiento, cerrando la acción penal en relación a este policía.

## Consecuencias
La familia afirma que no hubo tiroteo y que el coche fue comprado sin saber que era robado. Además, existen pruebas de acoso.